# Мілютіно (Поріцький район)
Мілю́тіно (рос. Милютино, чув. Милютино) — присілок у складі Поріцького району Чувашії, Росія. Входить до складу Семеновського сільського поселення.
Населення — 38 осіб (2010; 55 у 2002).
Національний склад:
- росіяни — 89 %